# Primeira Aliança
A Primeira Aliança, de acordo com a Bíblia, narra o episódio no qual, depois de Deus fazer o grande Dilúvio, Ele ter feito uma Aliança com os homens: os homens não pecariam, e Deus não faria mais nada para acabar com a raça humana (como fez no Dilúvio).
Porém, os humanos quebraram o trato com Javé e Ele ficou muito magoado com isso, porém, tudo o que aconteceria de mal para os homens (furacões, tempestades, inundações, etc.) seria culpa deles mesmos.